# 鈕則勳
鈕則勳（1968年—），鈕祜祿氏，台灣滿族，生於台灣台北市，政治學與傳播學者。現任中國文化大學廣告學系專任教授兼系主任，專長為政治傳播、政治公關、選舉策略及政策行銷。曾為中國國民黨員並擔任中國國民黨中央委員。

## 經歷
大學畢業於國立政治大學外交學系，之後取得外交學碩士與政治學博士學位。1998年通過外交特考進入外交部服務，2002年一月取得博士學位後離職，進入學術界服務。
2004年，曾參與創立五六七大聯盟。在2012年大選中，因親民黨推出自己的總統候選人，曾投書媒體，主張回歸政黨競爭，國民黨與親民黨間不用再進行「泛藍」聯盟。馬英九勝選中華民國總統後，曾與五六七聯盟共同聲明，主張馬英九不應兼任國民黨主席。
2016年，中國文化大學廣告學系前主任羅文坤退休，由鈕則勳接任系主任。